# Biserica de lemn din Marița-Dealu Mare

Biserica de lemn din Mariţa, cătunul Dealu Mare. Foto: 2009

Biserica de lemn din Mariţa, Vâlcea, cătunul Dealu Mare. Foto: 2009

Biserica de lemn din Marița-Dealu Mare, cu hramul Cuvioasa Paraschiva, este clasată ca monument istoric, cod LMI VL-II-m-B-09730.